# أوغستو كانتان
أوغستو كانتان (بالإسبانية: Augusto Cantón)‏ (مواليد 1928) هو سبّاح أرجنتيني، مثّل بلاده في الألعاب الأولمبية الصيفية 1948.

## روابط خارجية
أوغستو كانتان على موقع أوليمبيديا (الإنجليزية)